# William Speirs Bruce
William Speirs Bruce (Londra, 1º agosto 1867 – Edimburgo, 28 ottobre 1921) è stato un esploratore britannico.

## Biografia
William Speirs Bruce nacque a Londra, più precisamente a Kensington Gardens Square. Il padre Samuel, un medico di successo, era di origini scozzesi mentre la madre era gallese; il nonno paterno era originario di Glasgow, mentre la nonna era delle isole Orcadi

### Formazione
Dopo aver frequentato un collegio a Norfolk, fu spinto dalla famiglia a seguire le orme paterne e ad studiare medicina presso l'università di Londra. Nell'estate del 1887 frequentò alcuni corsi estivi ad Edimburgo; i corsi, organizzati da Patrick Geddes si svolgevano presso la Royal Scottish Marine Station e riguardavano l'oceanografia, scienza che all'epoca era ancora relativamente poco nota. Il giovane Bruce fu favorevolmente sorpreso dal clima intellettuale della città scozzese tanto da decidere di iscriversi alla facoltà di medicina dell'università di Edimburgo. Continuò comunque a frequentare i corsi di Patrick Geddes, ed ebbe modo di collaborare con l'oceanografo John Murrey nell'elaborazione dei risultati della spedizione Challenger (1872-1876), entrando in contatto con numerosi altri scienziati e studiosi. Uno di questi era il geografo Hugh Robert Mill, uno scozzese che all'epoca collaborava con la Royal Geographical Society; fu proprio Mill a raccomandare Bruce come naturalista e medico per la nave baleniera Balaena destinata ad una spedizione di caccia nei mari antartici.

### Le prime esplorazioni
Nel 1892 William era quindi a bordo della Balaena, che faceva parte di una piccola flotta di navi baleniere (Dundee Antarctic Whaling Expedition) salpata da Dundee alla volta dei mari antartici; suo assistente era William Gordon Burn-Murdoch incaricato dalla casa editrice Longman di scrivere un resoconto del viaggio. Il comando della nave era affidato al capitano Alexander Fairweather, un esperto comandante di navi baleniere. Dopo un viaggio alquanto tempestoso le navi giunsero in prossimità della Penisola Antartica e la costeggiarono fino a giungere all'isola di Ross, e nel golfo Erebus e Terror venne dato il nome all'isola di Dundee.
Da un punto di vista economico la spedizione fu un mezzo fallimento: non furono trovate balene australi e le balene azzurre si rivelarono troppo grandi per essere cacciate con la tecnologia dell'epoca basata sull'uso di arpioni. Per rifarsi venne data la caccia alle foche, e ne furono catturate e uccise oltre 5000. Nel viaggio di ritorno vi furono numerosi casi di scorbuto (gli stessi Bruce e Burn-Murdoch ne furono colpiti), e gran parte dei campioni raccolti da Bruce e Burn-Murdoch andarono perduti, probabilmente gettati in mare a causa del carico eccessivo della nave.

### L'osservatorio del Ben Nevis
Nel 1893 Alexander Buchan invitò William Speirs Bruce ad aggregarsi allo staff dell'osservatorio del Ben Nevis, presso il quale venivano effettuati rilevamenti orari della temperatura spesso in condizioni climatiche estreme. Bruce considerò l'offerta una valida occasione per vivere i rigori di un clima molto simile a quello artico, e nel periodo trascorso nell'osservatorio osservò anche le migrazioni degli uccelli e raccolse numerose specie di insetti (attualmente custoditi presso il museo di Edimburgo).
Fu nuovamente tramite Hugh Robert Mill che nel 1896 William Speirs Bruce si aggregò, come zoologo, alla Jackson-Harmsworth Expedition (1894-1897) comandata da Frederick George Jackson. Si imbarcò quindi sulla nave di rifornimento Windward diretta verso la terra di Francesco Giuseppe nel mare Artico. Bruce trascorse l'inverno a Elmwood sull'isola di Northbrook, insieme ad altri sette membri della spedizione (tra i quali Albert Armitage, in seguito membro della spedizione Discovery di Scott, e David Wilton, in seguito zoologo della spedizione Scotia comandata dallo stesso Bruce). Nelle isole dell'arcipelago Bruce ebbe modo di incontrare Fridtjof Nansen, all'epoca considerato disperso, mentre era in attesa di essere imbarcato sulla Windward.
Incontrò anche alcune navi baleniere di una spedizione di caccia proveniente da Dundee, la Balaena, la Diana e la Active. La prima era al comando del capitano Thomas Robertson ex-comandante della nave Active nella Dundee Antarctic Whaling Expedition (1892-1893), e in seguito comandante della Scotia nella spedizione guidata da Bruce.

### L'esplorazione artica
Nell'inverno del 1897 Bruce divenne assistente di Zoologia presso l'università di Edimburgo. L'estate successiva Andrew Coats, uno dei figli di sir Thomas Coats titolare della J&P Coats, volle organizzare una crociera di caccia nel mare di Barents, a bordo del suo yacht a vapore Blencathra. Coats chiese a Mill di aggregarsi per le ricerche scientifiche ma questi, impossibilitato, consigliò come sostituto William Speirs Bruce, che trascorse quindi un periodo in navigazione toccando alcune isole (isola di Kolguev e Novaja Zemlja), raccogliendo dati meteorologici, ed osservando e descrivendo diverse specie animali. Il maltempo impedì lo sbarco sulle isole Spitzbergen, e la nave dovette rientrare a Tromsø.
Qui William Speirs Bruce conobbe Albert Honoré Charles Grimaldi (che l'anno successivo divenne Alberto I Principe di Monaco) mentre conduceva una ricerca oceanografica a bordo della Princess Alice, una nave oceanografica all'avanguardia. Il nobile invitò Bruce ad aggregarsi al gruppo di ricerca, e quindi dopo soli due giorni Bruce era di nuovo in navigazione alla volta delle Spitzbergen, dove si occupò dello studio del plancton e di analizzare la salinità dell'acqua. Finite le ricerche la nave rientrò nel Mediterraneo per analizzare i risultati. L'anno successivo (1899) Bruce partecipò ad una nuova spedizione alle Spitzbergen, sempre a bordo della Princess Alice.
In quello stesso anno Bruce si era anche candidato per la partecipazione alla British National Antarctic Expedition guidata da Scott, la sua candidatura venne accettata nel marzo del 1900 ma rinunciò alla partecipazione, perché erano iniziati i preparativi per una spedizione scozzese. Il rifiuto di prendere parte alla spedizione britannica e l'organizzazione di un'iniziativa scozzese suscitarono l'ira di Clements Markham (Presidente della Royal Geographical Society e organizzatore della spedizione Discovery), che temeva che venissero distolti fondi e attenzione dalla British National Antarctic Expedition.

### Scottish National Antarctic Expedition

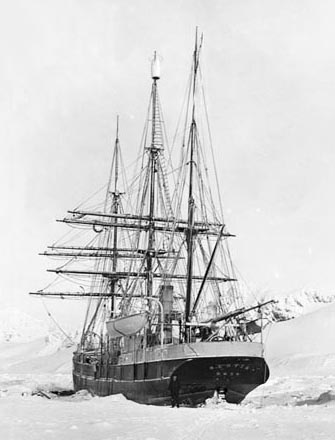
La Scotia all'isola di Laurie

La spedizione venne finanziata in gran parte dalla famiglia Coats, il budget totale ammontava a poco più di un terzo di quello della spedizione britannica.
Così come fece Scott, anche Bruce, durante i preparativi, si consultò con Fridtjof Nansen, con il quale era rimasto in rapporti amichevoli dopo l'incontro sulla Terra di Francesco Giuseppe. Nansen suggerì l'acquisto di una baleniera norvegese e Bruce, visto anche l'elevato costo della Balaena che inizialmente intendeva comprare, acquistò la baleniera Hekla. La nave giunse nel porto di Troon (South Ayrshire), dove venne completamente ristrutturata nei cantieri della Ailsa Shipbuilding Company; al termine dei lavori venne rinominata Scotia.
Secondo i piani la spedizione avrebbe dovuto raggiungere la Penisola Antartica, e lì sbarcare un gruppo composto da quattro scienziati e due membri dell'equipaggio, che avrebbero dovuto trascorrere l'inverno a terra conducendo, nel periodo primaverile, delle spedizioni nell'interno. Nel frattempo la nave avrebbe dovuto raggiungere la Georgia del Sud, e poi le isole Falkland o Buenos Aires per la manutenzione. Nell'estate successiva era prevista l'esplorazione della costa con rilevamenti magnetici, meteorologici e biologici.
Tra i partecipanti vi erano altri due membri dello staff dell'osservatorio del Ben Nevis, il meteorologo Robert Mossman (1895-1896), incaricato della gestione della stazione meteorologica Omond House sull'isola di Laurie (isole Orcadi Meridionali, in seguito rilevata dal governo argentino), e lo zoologo David Wilton; la trattazione dei risultati delle ricerche zoologiche di quest'ultimo occupa cinque dei sette volumi del "Report on the Scientific Results of the Voyage of S.Y. 'Scotia' during the years 1902, 1903, and 1904 under the leadership of William S. Bruce".
La Scotia salpò il 2 novembre 1902 da Troon e giunse a Port Stanley (isole Falkland) il 6 gennaio del 1903, ove rimase ormeggiata per 3 settimane, caricando rifornimenti per due anni. Il 26 gennaio salpò in direzione sud, ed il 3 febbraio giunse alle isole Orcadi Meridionali dove alcuni membri dell'equipaggio sbarcarono a Saddle Island. La latitudine più meridionale raggiunta fu 71°21'S, ma il sopraggiungere della stagione invernale respinse la spedizione verso latitudini più settentrionali e verso le Orcadi Meridionali. La nave ancorò all'isola di Laurie in una baia chiamata Scotia Bay, dove venne installata una stazione meteorologica. I 33 membri della spedizione trascorsero l'inverno a bordo, costruirono una stazione meteorologica e il 2 dicembre 1903 la Scotia, da poco libera dai ghiacci, poté rientrare a Port Stanley.
Da qui Bruce si recò a Buenos Aires, seguito dopo pochi giorni dalla Scotia che rimase incagliata per un paio di giorni in un banco di sabbia mal segnalato. Bruce, dopo il disinteresse dimostrato dall'Inghilterra, offrì la stazione meteorologica al governo argentino; la Scotia venne riparata e rifornita, e il 21 gennaio 1904 salpò con a bordo tre meteorologi argentini che avrebbero trascorso l'inverno sull'isola di Laurie. Vi giunsero il 13 febbraio, lievemente in ritardo sui programmi e quindi riducendo il tempo a disposizione per le esplorazioni.
Nelle settimane successive la Scotia navigò verso sud-est rimanendo più volte incastrata dai ghiacci; durante la navigazione fu avvistata terra che fu chiamata Terra di Coats (Coats Land) in onore dei fratelli Coats, principali finanziatori dell'impresa. Durante il viaggio di ritorno furono fatti rilievi del fondale dell'Oceano Atlantico meridionale e del Mare di Weddell, misurandone la profondità e facendo rilievi delle vette sottomarine; venne anche scoperta una dorsale a occidente della dorsale atlantica, alla quale venne in seguito dato il nome di Scotia Ridge. Venne inoltre esplorata l'isola di Gough, situata nel mezzo dell'Oceano Atlantico; qui gli scienziati, dopo due anni passati in mezzo ai ghiacci, raccolsero numerosi campioni della flora e fauna.
Il 21 maggio 1904 la Scotia lasciò Città del Capo, il 30 maggio raggiunse l'isola di Sant'Elena, ed il 15 luglio la nave giunse infine a Kingstown (nei pressi di Dún Laoghaire) vicino a Dublino. Al suo ritorno a William Speirs Bruce venne conferita la medaglia d'oro della Royal Scottish Geographical Society.

### Dopo laScotia
La spedizione Scotia fu un successo da un punto di vista scientifico; fra coloro che si congratularono con Bruce vi fu anche Joseph Dalton Hooker, che aveva preso parte alla spedizione di James Clark Ross nel 1839. La catalogazione dei campioni raccolti e l'analisi delle osservazioni effettuate impiegò numerosi scienziati di valore.
Sull'onda del successo della Scottish National Antarctic Expedition William Speirs Bruce desiderava organizzare una nuova spedizione, ma non fu in grado di trovare finanziatori. All'epoca erano molto richiesti i libri sulle spedizioni antartiche, ma Bruce non ne colse l'opportunità di reperire finanziamenti: non pubblicò infatti alcun libro sulla spedizione Scotia. Fu solo nel 1906 che venne pubblicato il libro di Robert Neal Rudmose-Brown, John Hunter Harvey Pirie e Robert Mossmann The Voyage of the Scotia; i diari di bordo della nave vennero invece pubblicati nel 1992.
Nel 1907 Bruce fondò lo Scottish Oceanographical Laboratory con la speranza che venisse rilevato dall'Università di Edimburgo speranza che si stava avverando, le trattative per trovare una sede che ospitasse il laboratorio e la collezione di Bruce erano infatti ad un buon punto quando scoppiò la prima guerra mondiale, le priorità divennero diverse e nel 1920 il laboratorio venne chiuso per mancanza di finanziamenti.
L'ultima spedizione comandata da Bruce, nuovamente accompagnato da Rudmose Brown, fu nel 1919 sulle Spitzbergen, dove vennero effettuate della prospezioni geologiche su incarico di un'azienda scozzese, che permisero il rinvenimento di giacimenti di carbone e di minerali ferrosi. Bruce tornò da quella spedizione fisicamente e mentalmente esausto: nel 1920 organizzò la liquidazione del laboratorio, le collezioni di campioni furono donate al Royal Scottish Museum, le mappe ed i documenti andarono alla Royal Scottish Geographical Society.
Bruce morì in ospedale il 28 ottobre 1921 dopo un lungo ricovero; il suo funerale ebbe luogo il 2 novembre. I suoi resti furono cremati a Glasgow e, secondo le sue volontà, le ceneri furono sparse nel mare antartico al largo della Georgia del Sud a 54°30′S 37°00′W.